# Benjamin Dietrich
Benjamin Dietrich (* 3. Oktober 1910 in Dresden; † 29. Mai 1981 in Köln) war ein deutscher Parteifunktionär der DDR-Blockpartei NDPD und Journalist.

## Leben
Dietrich schloss sich zum 1. August 1930 der NSDAP an (Mitgliedsnummer 295.808). Er trat auch der SA bei und wurde ein höherer SA-Führer. In Sachsen wurde er Mitbegründer der NS-Zeitung Der Freiheitskampf.
Nach dem Zweiten Weltkrieg wurde Dietrich Mitglied der NDP (später umbenannt in NDPD).
In der DDR war er von 1952 bis 1955 Chefredakteur der Sächsischen Neuesten Nachrichten. Anschließend wechselte er nach Berlin als Abteilungsleiter in die Redaktion des NDPD-Zentralorgans National-Zeitung. Er war Mitglied des Journalistenverbandes in der DDR und zeitweilig dessen stellvertretender Vorsitzender in Berlin.
Dietrich erhielt 1961 die Verdienstmedaille der DDR und gehörte ab 1968 dem Parteivorstand der NDPD an.